# Français valdôtain
Cet article concerne le français parlé en Vallée d'Aoste. Pour les habitants de la Vallée d'Aoste et le dialecte du francoprovençal parlé en Vallée d'Aoste respectivement, voir Valdôtains et valdôtain.

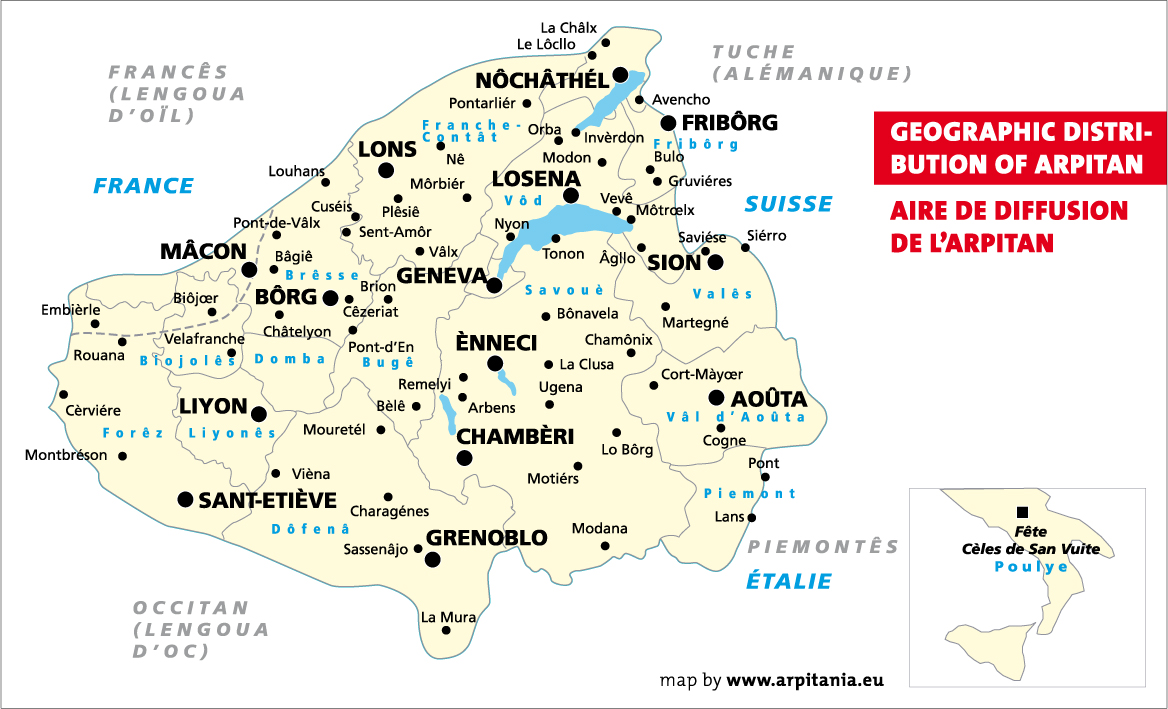
La Vallée d'Aoste fait partie du domaine linguistique de l'arpitan.

Le français valdôtain est la variété du français de la Vallée d'Aoste, région autonome et bilingue d'Italie. Il est marqué sur tous les niveaux (orthographe, phonétique, morphologie, syntaxe, lexique).

## Histoire
Les procès-verbaux officiels de l'administration valdôtaine passent du latin au français dès 1536, soit trois ans avant qu'en France même, où l'ordonnance de Villers-Cotterêts impose d'écrire tous les actes publics en « langue maternelle française »,,. 
La valeur accordée dans ce contexte à la langue française est en contraste avec l’usage oral, dominé par le patois francoprovençal. Les compétences actives en français sont, en général, attribuées aux couches aisées de la ville, ainsi qu'aux marchands, aux notaires, aux fonctionnaires et au clergé. Dès le début du XVIe siècle, l’établissement d’une grande « Eschole » à Aoste permet aux instituteurs ruraux d’apprendre le français. Le collège Saint-Bénin, un institut classique d’études supérieures joue un rôle central pour la dissémination du français en Vallée d’Aoste. C’est enfin à partir de la deuxième moitié du XVIIe siècle que l’introduction d’un système capillaire d’écoles populaires dites « de hameau » contribue à la diffusion du français dans tous les villages valdôtains. Une conséquence de cette scolarisation précoce de larges couches de la population se reflète à travers les degrés d’analphabétisme au début du XXe siècle : tandis que l’Italie déplore une moyenne de 40% d’analphabètes, la Vallée d’Aoste peut se vanter d’un taux beaucoup plus bas (10% environ). Les écoles de hameau bénéficient de subventions privées, leur direction est en général confiée au clergé.
Région historiquement francoprovençale (dans sa variante dialectale valdôtaine) au sein des États de Savoie puis du royaume de Piémont-Sardaigne, la Vallée d'Aoste ne suivit pas le sort de la Savoie et de Nice, qui furent soumises à plébiscite et annexées à la France en 1860, et resta au sein du nouvel État unitaire italien. Depuis lors, la Vallée d'Aoste n'a cessé de lutter contre les attaques faites à sa culture. La période fasciste fut particulièrement violente avec une politique d'italianisation systématique.
La Vallée d'Aoste a donc connu une longue mixité linguistique, surtout depuis que le français s'est peu à peu imposé comme norme linguistique au sein des États de la maison de Savoie dont la Vallée constituait un passage obligé. La majeure partie du territoire est inclus dans le domaine de locution du francoprovençal toutefois depuis l'« Édit de Rivoli »  d'Emmanuel-Philibert Ier du 22 septembre 1561, le français en tant que langue officielle était exclusivement utilisé pour les actes écrits (lettres, écrits officiels, actes notariés…) et les sermons.  
La Vallée d'Aoste, avec le développement du Risorgimento au XIXe siècle perd, peu à peu, sa particularité francophone, mais 92 % des Valdôtains déclarent être de langue maternelle française en 1900 et 88% lors du recensement de 1921.
Sous la période fasciste de Benito Mussolini, la région subit une italianisation à outrance.

### Situation actuelle
Après la Seconde Guerre mondiale, la Vallée d’Aoste a obtenu le statut de bilinguisme officiel actuel, avec l'italien et le français comme langues officielles. À niveau d'enseignement scolaire, un nombre d'heures égal à celui qui est consacré à l'italien est réservé au français. Pour accéder au marché du travail dans le secteur public il faut connaître le français. Pourtant, de facto, l'italien est au XXIe siècle la langue la plus commune entre les valdôtains.
Malgré un régime de large autonomie, la langue française a continué à reculer après la Seconde Guerre mondiale, principalement sous l'action des médias italophones. Les émissions francophones, aussi bien à la télévision qu'à la radio, sont assez rares, surtout après la mort de Radio Mont Blanc. Les émissions télévisées en français et en francoprovençal valdôtain sont concentrées le soir, après le JT régional.
Le francoprovençal est considéré comme « langue du cœur ». Comme tendance générale, il est pratiqué principalement dans les domaines informels, c’est-à-dire en famille, avec les amis ou avec les collègues de travail, alors que le français est utilisé plutôt dans le domaine administratif, ou en tant que revendication identitaire et idéologique.
Selon un sondage réalisé par la fondation Émile Chanoux, avec 7 250 questionnaires recueillis en 2001, l'italien est la langue dominante dans la plupart des contextes, avec l'usage du français limité sur les plans culturel-intellectuel et institutionnel, et la stabilité de l'usage familial du francoprovençal, largement répandu dans certains domaines étroitement liées à la culture alpine, tels que l'élevage.
| Langue maternelle         | pourcentage |
| ------------------------- | ----------- |
| italien                   | 71,50 %     |
| francoprovençal valdôtain | 16,20 %     |
| français                  | 0,99 %      |

Toutefois, en ce qui concerne les compétences linguistiques, les données reflètent une réalité plus équilibrée en faveur du français et du francoprovençal.
| Compétence linguistique   | pourcentage |
| ------------------------- | ----------- |
| italien                   | 96,01 %     |
| français                  | 75,41 %     |
| francoprovençal valdôtain | 55,77 %     |
| Les trois langues         | 50,53 %     |

Les chaînes francophones France 2, France 24, TV5 Monde et celles de la RTS sont disponibles gratuitement en Vallée d'Aoste.

## Phonétique

### Voyelles
Concernant la variation régionale du français sur substrat francoprovençal, on observe la vélarisation du 'a' tonique (par ex. avocat prononcé avocât) et la fermeture du 'eu' ouvert (jeune prononcé comme jeûne). 
Sur les plans phonétique et prosodique, l’accent valdôtain se caractériserait en outre par la faible nasalisation et par l’intonation, traits retenus comme typiques, par les locuteurs eux-mêmes, des accents du Sud de la France. La réalisation orale de voyelles nasales peut, le cas échéant, donner lieu à des problèmes sémantiques ([gʁamɛʁə] ‘grammaire’ et ‘grand-mère’), ou neutraliser la distinction entre formes masculines et féminines ([ʃjɛn] ‘chiennes’ et ‘chiens’).

### Consonnes
Pour ce qui est des mots oxytoniques, la désonorisation des consonnes finales peut également compliquer l’identification du genre ([nøf] ‘neuf’ et ‘neuve’), ou provoquer des homonymies ([bɑs] ‘basse’ et ‘base’, [bɑk] ‘bac’ et ‘bague’, etc.).
Le français valdôtain est également caractérisé par la présence occasionnelle d’occlusives intervocaliques sonorisées ([ɛde] ‘aidé’ et ‘été’), par la simplification de certains nexus consonantiques comme par ex. [-ps-], [-ks-] > [-s-] (*interrusion, *eseption) ou [-kt-] > [-t-] (*doteur, *dialete), ou [-mm-], [-dm-] > [-m-] (*aministration). L’intonation paroxytonique du francoprovençal, qui inclut une opposition phonologique inconnue en français (róuza ‘rose’ vs. rouzá ‘rosée’), peut, elle aussi, exercer une influence sur le français valdôtain. Ainsi, on observe un changement de l’accentuation dû à la prononciation d’une voyelle (finale) centrale neutre (schwa) ou à la paragogie d’un 'e' ouvert, ce qui donne des variantes phonétiques comme « lunë, tablë, écolë, montagnë, campagnë ».
Un yod est souvent présent après les consonnes occlusives vélaires sourdes, comme par ex. que [kjə].

### Influence sur l'italien régional
Le français valdôtain présente également une influence sur le plan phonétique sur l’italien régional de la Vallée d’Aoste, qui est, entre autres, caractérisé par la prononciation uvulaire (« à la française ») de la vibrante /r/ (par ex. allora [alˈloʀa, alˈloʁa]), qui peut être aspirée en [h] ([alˈloha]), voire syncopée en position intervocalique ([alˈloa]). Un yod est souvent présent après les consonnes occlusives vélaires sourdes, comme par ex. anche [kjə] (= aussi).

## Lexique
Le lexique du français valdôtain se caractérise par la présence de termes issus du patois francoprovençal valdôtain et parfois de l'italien, ayant été soit adaptés, soit francisés, et même parfois repris tout court dans leur forme originale. Dans ce sens, il ressemble à celui des régions limitrophes, notamment celui de la Savoie et de la Suisse romande voisines, qui fait également partie de l'aire linguistique francoprovençale.

### Liste de valdôtainismes

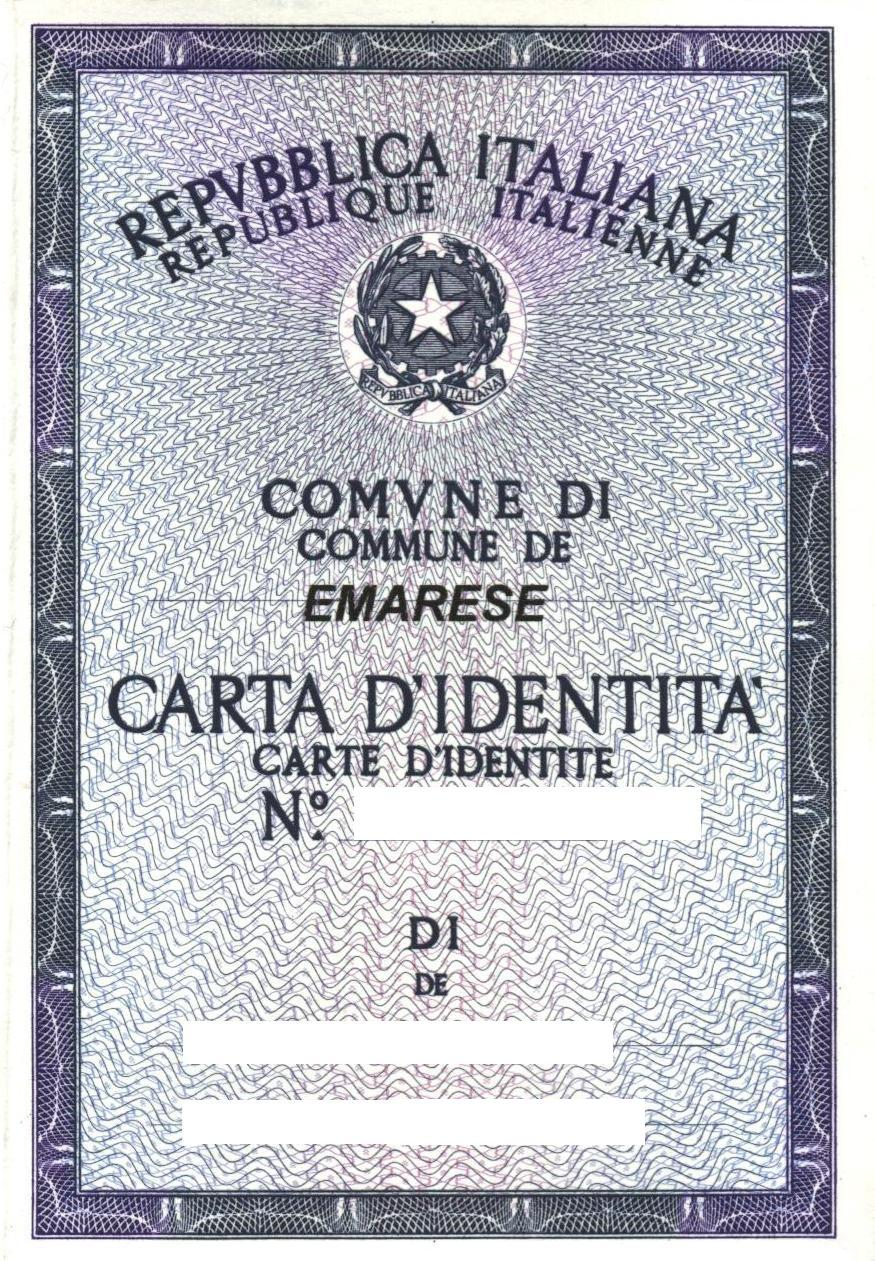
Bilinguisme franco-italien sur les cartes d’identité des Valdôtains.

| Français valdôtain | Français standard                      |
| ------------------ | -------------------------------------- |
| Adret              | Gauche orographique de la Doire baltée |
| Ape (s.f.)         | Tricyle à moteur avec benne            |
| Après-dinée (s.m.) | Après-midi                             |
| Arpian             | Gardien de vaches à l'alpage           |
| Artson (s.m.)      | Coffre                                 |
| Assesseur          | Adjoint du maire                       |
| Bague              | Chose                                  |
| Balosse (s.m.)     | Lourdaud                               |
| Bauze (s.m.)       | Tonneau de vin                         |
| Borne              | Trou                                   |
| Bottes (désuet)    | Chaussures                             |
| Brique (s.m.)      | Lieu escarpé                           |
| Briquer            | Casser                                 |
| Cadoter            | Offrir un cadeau                       |
| Cayon              | Porc                                   |
| Chiquet            | Petit verre d'alcool                   |
| Choppe (s.m.)      | Grève                                  |
| Crotte             | Cave                                   |
| Chose (s.m. et f.) | Fiancé                                 |
| Couisse (s.m.)     | Tourmente de neige                     |
| Déroché            | Tombé en ruines                        |
| Contre-nuit (s.f.) | Crépuscule                             |
| Envers             | Ubac                                   |
| Fiance             | Foi, confiance                         |
| Flou               | Odeur                                  |
| Foehn              | Sèche-cheveux                          |
| Fruitier           | Fromager                               |
| Gant de Paris      | Préservatif                            |
| Garde-ville        | Agent de police                        |
| Geline             | Poule                                  |
| Gorger             | Parler à voix haute                    |
| Hivernieux         | Logement de montagne                   |
| Jaser              | Parler                                 |
| Jouer (se)         | S'amuser                               |

| Français valdôtain | Français standard                                                  |
| ------------------ | ------------------------------------------------------------------ |
| Jube (s.f.)        | Veste                                                              |
| Junte              | Exécutif du Conseil de la Vallée d'Aoste ou d'un conseil municipal |
| Lèze (s.f.)        | Cheminée                                                           |
| Maison communale   | Mairie                                                             |
| Mayen              | Seconde maison en haute montagne (1200-2000 mètres)                |
| Mécouley (s.m.)    | Gâteau                                                             |
| Modon              | Bâton                                                              |
| Paquet             | Ballot de foin                                                     |
| Patate             | Pomme de terre                                                     |
| Pistard            | Celui qui dame une piste de ski                                    |
| Planin, pianin     | Habitant de la plaine                                              |
| Poëlle (s.m.)      | Cuisine                                                            |
| Pointron           | Rocher pointu                                                      |
| Quartanée          | Mesure valant cent toises (350 m²)                                 |
| Quitter            | Laisser                                                            |
| Rabadan            | Personne de peu de valeur                                          |
| Rabeilleur         | Rebouteux, guérisseur traditionnel                                 |
| Régent (désuet)    | Enseignant                                                         |
| Rond               | Ivre                                                               |
| Savater            | Donner des coups                                                   |
| Solan              | Plancher                                                           |
| Songeon            | Sommet                                                             |
| Souper             | Repas du soir                                                      |
| Syndic             | Maire                                                              |
| Tabaquerie         | Bureau de tabac                                                    |
| Tabeillon (désuet) | Notaire                                                            |
| Tombin             | Plaque d'égout                                                     |
| Topié              | Treille                                                            |
| Troliette          | Tourteau, pain de noix                                             |
| Tsapoter           | Tailler le bois                                                    |
| Tsavon             | Tête de bétail                                                     |
| Vagner             | Semer                                                              |
| Verne              | Aulne                                                              |
| Vin brûlé          | Vin chaud                                                          |

### Nombres
Parallèlement au français de Suisse, le français valdôtain recourt aux formes synthétiques, qui existaient déjà en ancien français à côté des formes analytiques héritées du français hexagonal, pour dénommer les adjectifs numéraux cardinaux 70, 80 et 90.
Même si les variantes de France font l'objet d'enseignement scolaire, dans l'usage courant les Valdôtains utilisent respectivement les termes septante, huitante (ou quatre-vingts)  et nonante, comme c'est le cas du suisse romand.
Septante et nonante se retrouvent également en Belgique, en Savoie et en République démocratique du Congo.

### J
La lettre J se prononce « ij » en Vallée d'Aoste, alors que l'usage français courant est « ji ».

### Les repas
Les termes utilisés sont les mêmes que l'on retrouve en Belgique, au Burundi, au Canada, en République démocratique du Congo, au Rwanda et en Suisse :
- Déjeuner = premier repas de la journée
- Dîner ou dinée (s.m.) = repas de midi
- Souper = repas du soir

### Influence sur l'italien régional
Le français valdôtain présente également une influence sur le plan lexical sur l’italien régional de la Vallée d’Aoste, comme l’utilisation de parenti (en italien uniquement « apparentés ») plutôt que de genitori (= mère et père), ce qui correspond à la bisémie du français parents, ainsi qu’à celle du francoprovençal parèn.

## Expressions typiques
- Avoir le bouillon (dans le ventre) = être agité
- Donner ses pantalons = renoncer
- Tirer en haut le pantalon = se débrouiller
- Être mordu= être amoureux
- Monter dans la lune ou attraper le singe = être ivre
- De course = très vite, à la hâte
- Bailler bas = frapper, battre
- Faire chambette = trébucher
- Faire des potins = embrasser
- Laisser perdre = laisser tomber
- Laver les chemises = critiquer
- Tête d'oignon = tête dure
- Être jeune comme l'ail = être très jeune
- Aller au paradis avec les sabots = passer de la terre au paradis tout de suite
- Boire à cul blanc = boire à cul sec
- Rester sec = rester sidéré, sans réponse
- C'est mon clou = c'est mon obsession
- Comme la neige d'antan - expression marquant l'absurdité d'une demande d'aide ou de renseignement
- Donner un biscuit à un âne = donner qqch. à qqn. ne sachant ou n'ayant pas envie de l'apprécier